# Nationaal park Mole
Het Nationaal park Mole is een nationaal park in Ghana. Het is van de zeven nationale parken in Ghana en het grootste natuurreservaat van het land. Het park ligt in de regio Savannah en bestaat uit savanne- en riparische ecosystemen op een hoogte van 50 m met een scherpe steile wand die de zuidelijke grens van het park vormt. 
Het park ligt 24 km van Damongo, de districtshoofdstad, 146 km ten zuidoosten van Tamale, de regionale hoofdstad. Het park ligt op 700 km van Accra en 430 km van Kumasi. De ingang van het park is te bereiken via de nabijgelegen stad Larabanga. Het beslaat een gebied van ongeveer 4.577 vierkante kilometer redelijk ongestoorde Guinese savanne in het noorden van Ghana. De Levi en Mole rivieren zijn efemere rivieren die door het park stromen en alleen drinkplaatsen achterlaten tijdens het lange droge seizoen. In dit gebied van Ghana valt meer dan 10 mm regen per jaar. Er is een langetermijnonderzoek gedaan naar Mole National Park om de invloed van menselijke jagers op de dieren in het reservaat te begrijpen.
Het park is ook Ghana's meest ontwikkelde toeristische plek in termen van toeristische voorzieningen. Het reservaat heeft de eerste luxe safari lodge van West-Afrika, genesteld in het hart van het Mole-woud. Zaina, de eerste ecolodge van het land, biedt gastvrijheid van wereldklasse met een uniek tintje.

## Geschiedenis
De gronden van het park werden in 1958 gereserveerd als toevluchtsoord voor wilde dieren. In 1971 werd de kleine menselijke bevolking van het gebied verplaatst en werd het gebied aangewezen als nationaal park. Sinds de oorspronkelijke aanwijzing heeft het park geen grote ontwikkeling doorgemaakt als toeristische locatie. Het Mole National Park is als beschermingsgebied ondergefinancierd en er bestaat nationale en internationale bezorgdheid over stroperij en duurzaamheid in het park, maar de bescherming van belangrijke antilopesoorten is verbeterd sinds de oprichting als reservaat.
Sinds de hervestiging van mensen uit het gebied is het park een belangrijk studiegebied geworden voor wetenschappers. Dit heeft een aantal langetermijnstudies mogelijk gemaakt, met name van relatief ongestoorde gebieden in vergelijking met vergelijkbare gebieden in dichtbevolkt equatoriaal West-Afrika. Een onderzoek naar de inheemse populatie van 800 olifanten geeft bijvoorbeeld aan dat de schade die olifanten toebrengen aan grote bomen verschilt per soort. In Mole hebben olifanten een grotere neiging om economisch belangrijke soorten zoals Burkea africana, een belangrijk tropisch hardhout, en Vitellaria paradoxa, de bron van karitéboter, ernstig te beschadigen dan de minder belangrijke Terminalia spp.
Sinds kort is honing van bloemen uit het Mole National Forest het eerste fairtrade product in de regio. Dorpsbewoners in de buurt oogsten de honing op traditionele, niet-invasieve wijze en werken samen met een bedrijf uit Utah om de honing als gezondheids- en welzijnssupplement te verkopen in de Verenigde Staten. Het programma is mede opgericht door Ashanti-hoofdman Nana Kwasi Agyemang, die hoopt de lokale interesse in de honing nieuw leven in te blazen en het uiteindelijk te exporteren naar andere landen in Afrika.

## Flora

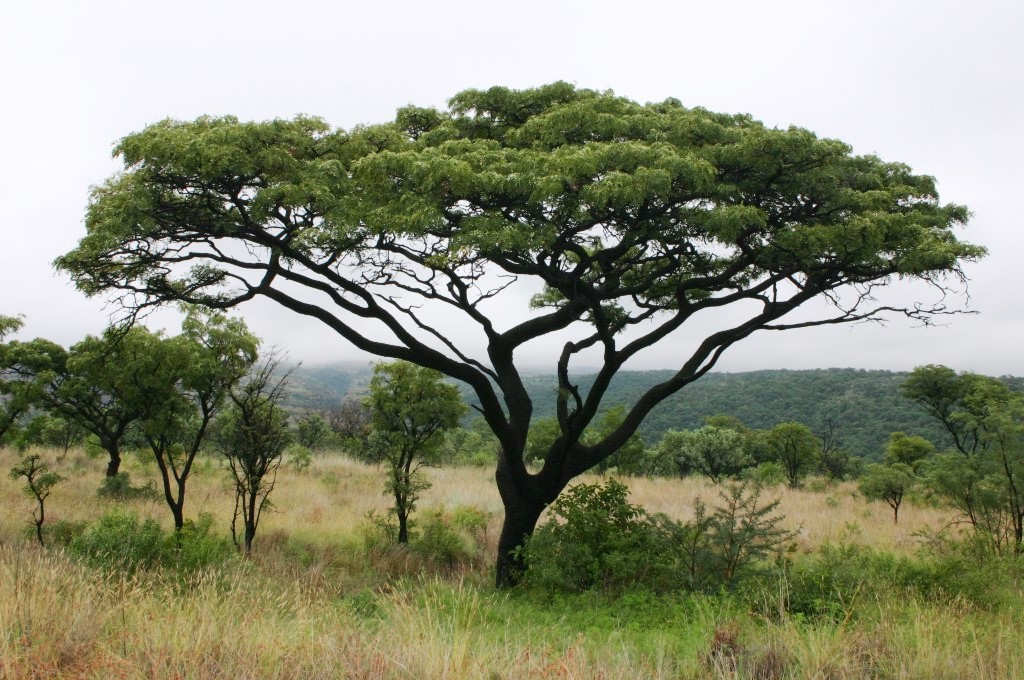
Burkea africana komt veel voor in Tropisch Afrika en het nationale park Mole.

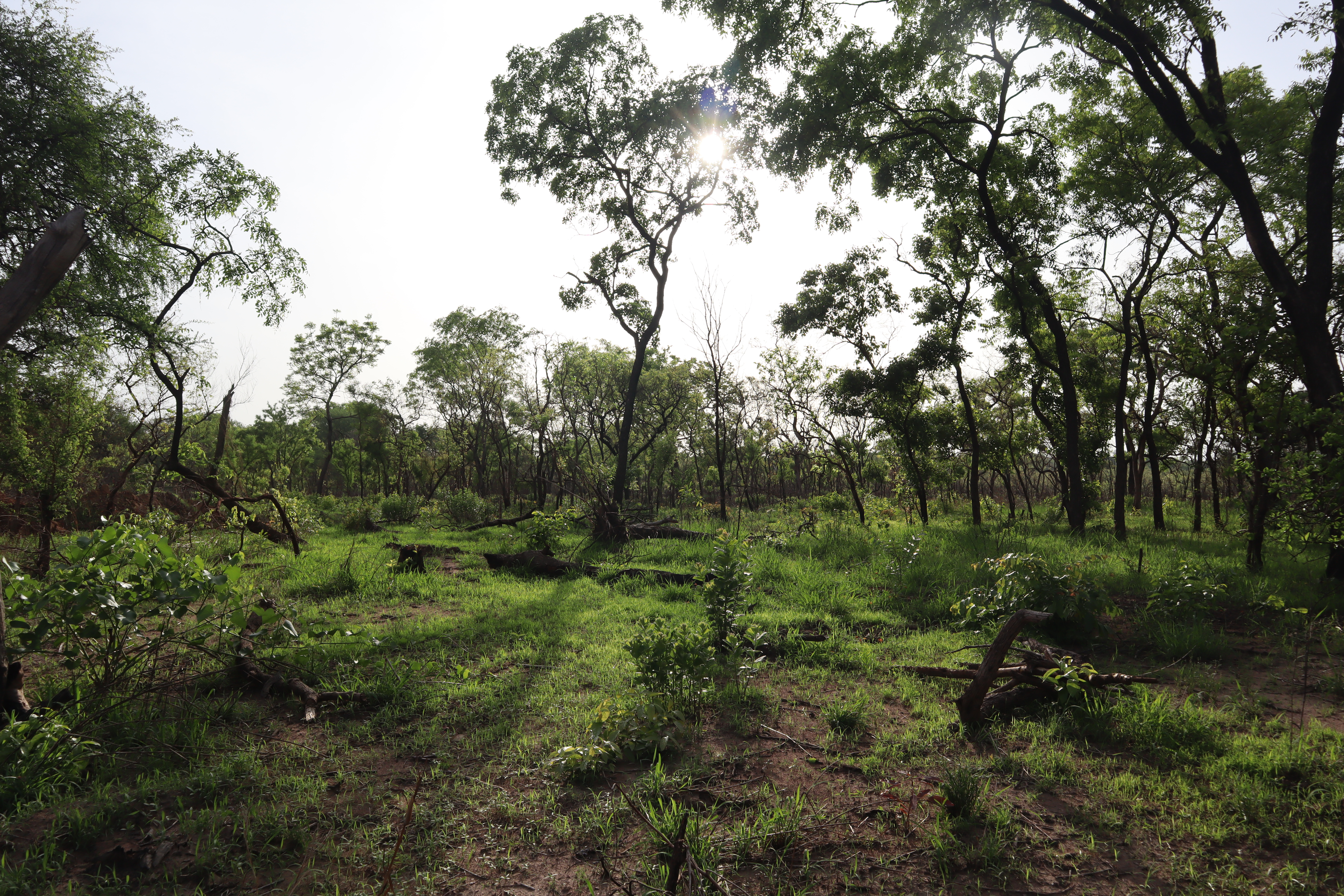
Bos in het nationaal park Mole.

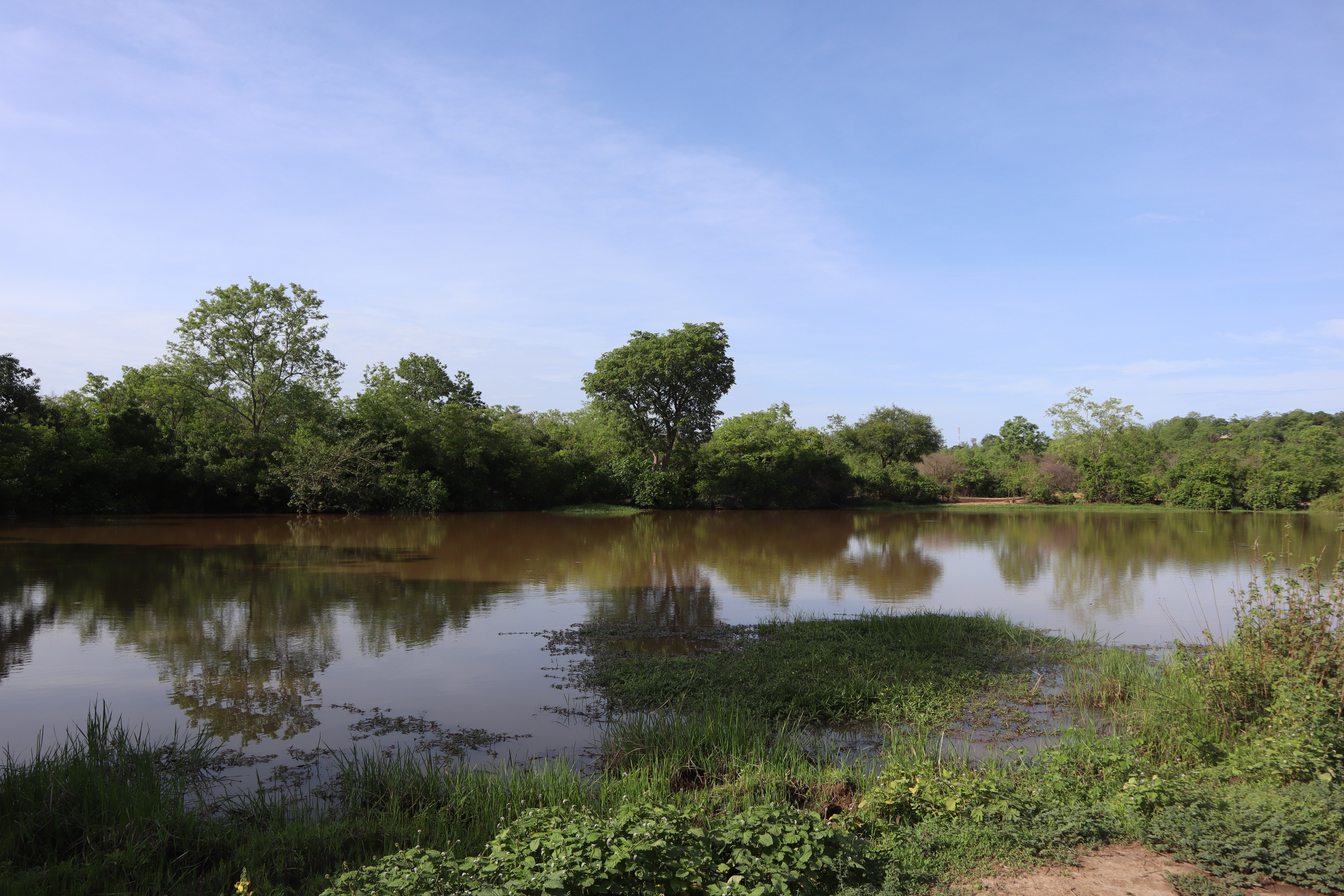
Waterplaats in het nationaal park Mole.

Boomsoorten van het park zijn onder andere Burkea africana, Isoberlinia doka en Terminalia macroptera. De savannegrassen zijn laag in diversiteit maar bekende soorten zijn onder andere Kyllinga echinata, Aneilema setiferum var. pallidiciliatum en twee endemische soorten: de Gongronema obscurum en de Raphionacme vignei. De volgende soorten komen voor in het park:
Bomen
- Afraegle paniculata
- Afrikaanse baobab (Adansonia digitata)
- Afzelia africana
- Anogeissus leiocarpus
- Burkea africana
- Butyrospermum paradoxum
- Cassia sieberana
- Celastrus senegalensis
- Combretum ghasalense
- Detarium microcarpum
- Grewia lasiodiscus
- Grewia mollis
- Lannea acida
- Maytenus senegalensis
- Piliostigma thonningii
- Pterocarpus erinaceus
- Sterculia setigera
- Tamarinde (Tamarindus indica)
- Terminalia avicennioides
- Ximenia americana

Struiken
- Feretia apodanthera
- Flueggea virosa
- Jakhalsbes (Diospyros mespiliformis)
- Tinnsea spp.
- Urgunea spp.

Kruidachtige planten
- Abutilon ramosum
- Aneilema umbrosum
- Atylosia scarabaeoides
- Blepharis maderaspatensis
- Desmodium velutinum
- Mariscus alternifolius
- Ruellia
- Sida urens
- Triumfetta pentandra
- Wissadula amplissima

Grassen
- Andropogon spp.
- Brachiaria spp.
- Loudetiopsis kerstingii
- Setaria barbata
- Sporobolus pyramidalis

## Fauna
In het park leven meer dan 93 zoogdiersoorten, waaronder een savanneolifantenpopulatie, nijlpaarden, buffels en knobbelzwijnen. Het park wordt beschouwd als een primair Afrikaans reservaat voor antilopesoorten, waaronder kob, defassawaterbok, roanantilope, hartenbeest, oribi, de zuidelijke bosbok en twee duikers, de Ogilbys duiker en de geelrugduiker. Groene bavianen, zwart-witte franjeapen, de groene meerkatten en huzaarapen zijn de bekende apensoorten die in het park leven. Van de 33 bekende soorten reptielen komen de pantserkrokodil en de breedvoorhoofdkrokodil voor in het park. Waarnemingen van hyena's, leeuwen en luipaarden zijn ongebruikelijk, maar deze carnivoren kwamen vroeger vaker voor in het park. Tot de 344 vogelsoorten die op de lijst staan behoren de vechtarend, witkopgier en palmgier, zadelbekooievaars, reigers, sahelscharrelaar, violette toerako, verschillende klauwieren en de roodkeelbijeneter. Het park is aangewezen als Important Bird Area (IBA) door BirdLife International vanwege het belang voor significante populaties van vele vogelsoorten.
Mole National Park wordt, net als andere Ghanese wildparken, slecht gefinancierd om wildstroperij tegen te gaan. Desondanks wordt de fauna van het park bewaakt door professionele rangers en lopen stropers een reëel risico om gearresteerd te worden. Stropers wonen meestal binnen 50 km van de grenzen van het park. Deze afstand van 50 km is de grootste afstand die jagers bereid waren af te leggen met gestroopt wild. De overgebleven menselijke bevolking van het park werd in 1961 verwijderd, waardoor alle wildjagers buiten het reservaat bleven, wat betekent dat zoogdierpopulaties aan de randen van het park meer worden beïnvloed door de jacht dan populaties in het binnenland.

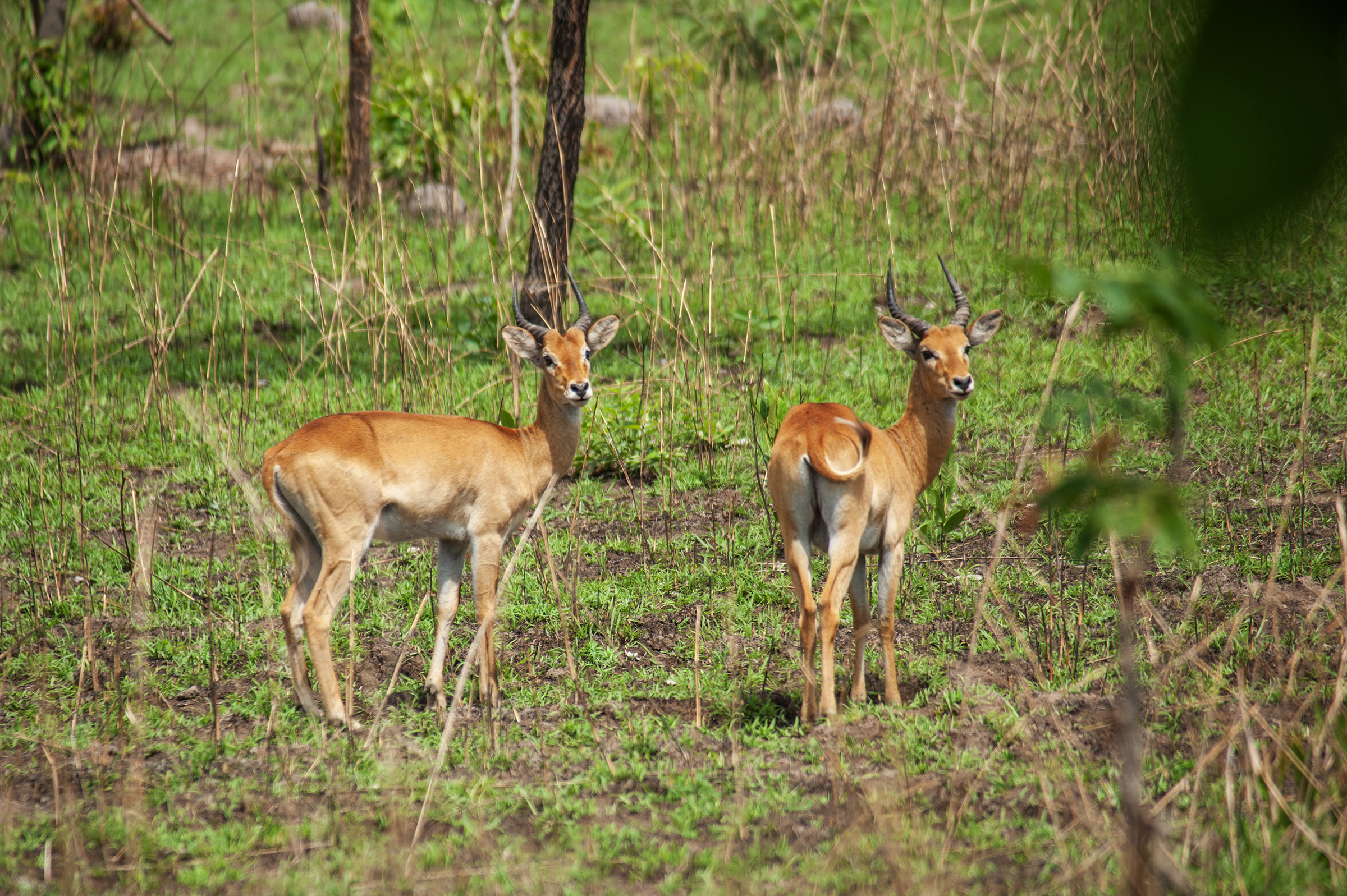
Bohorrietbokken
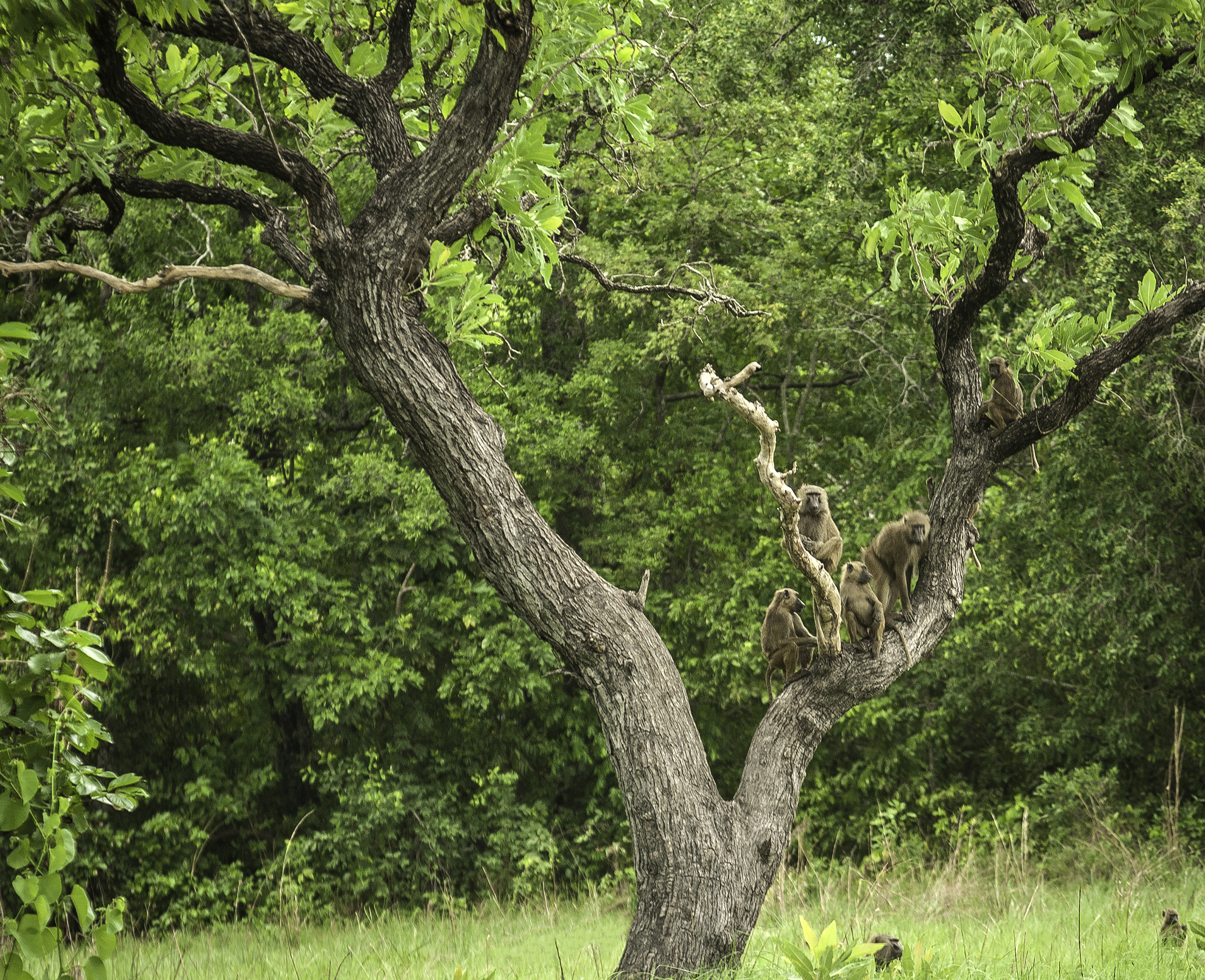
Familie bavianen
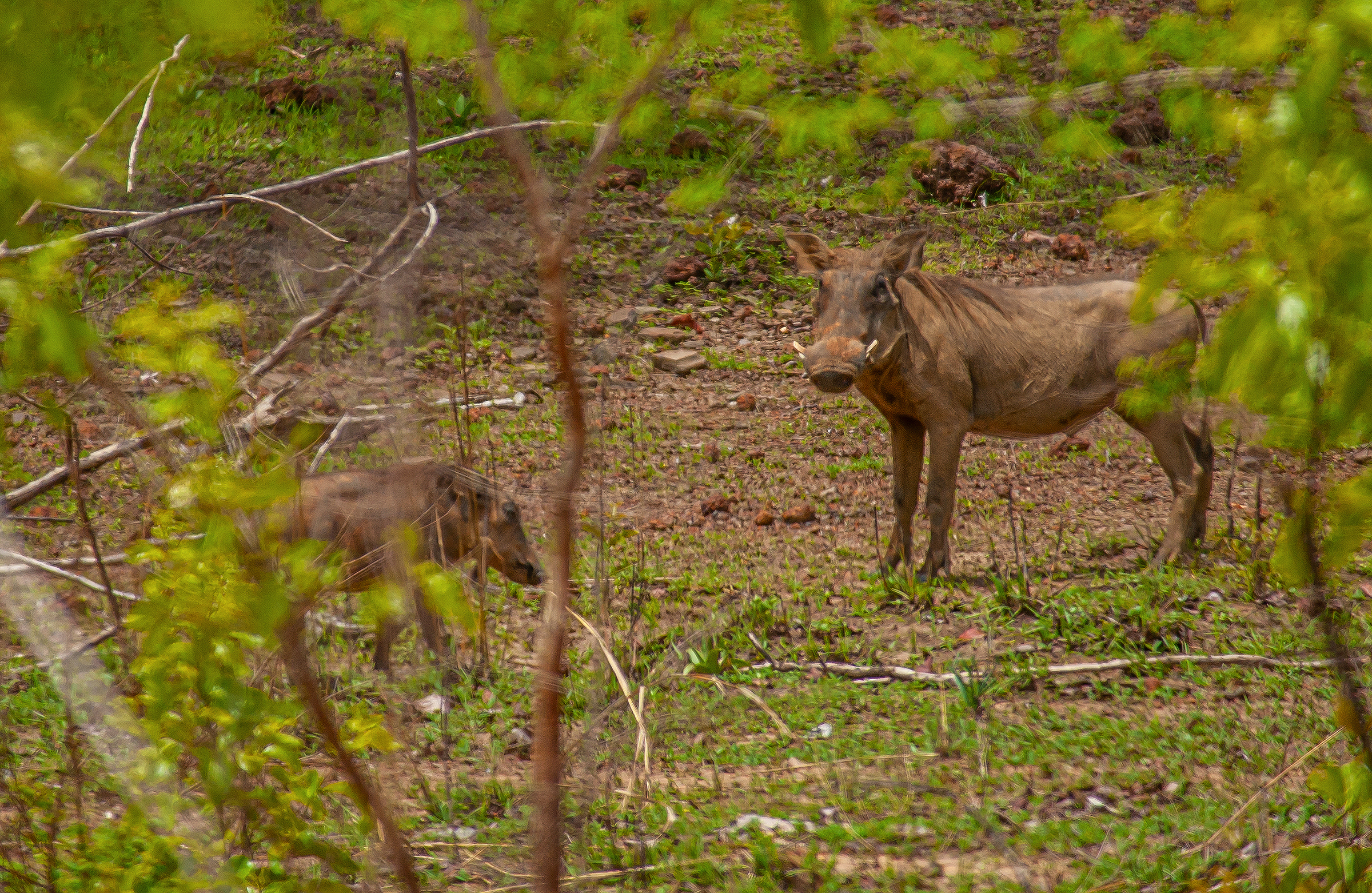
Familie knobbelzwijnen
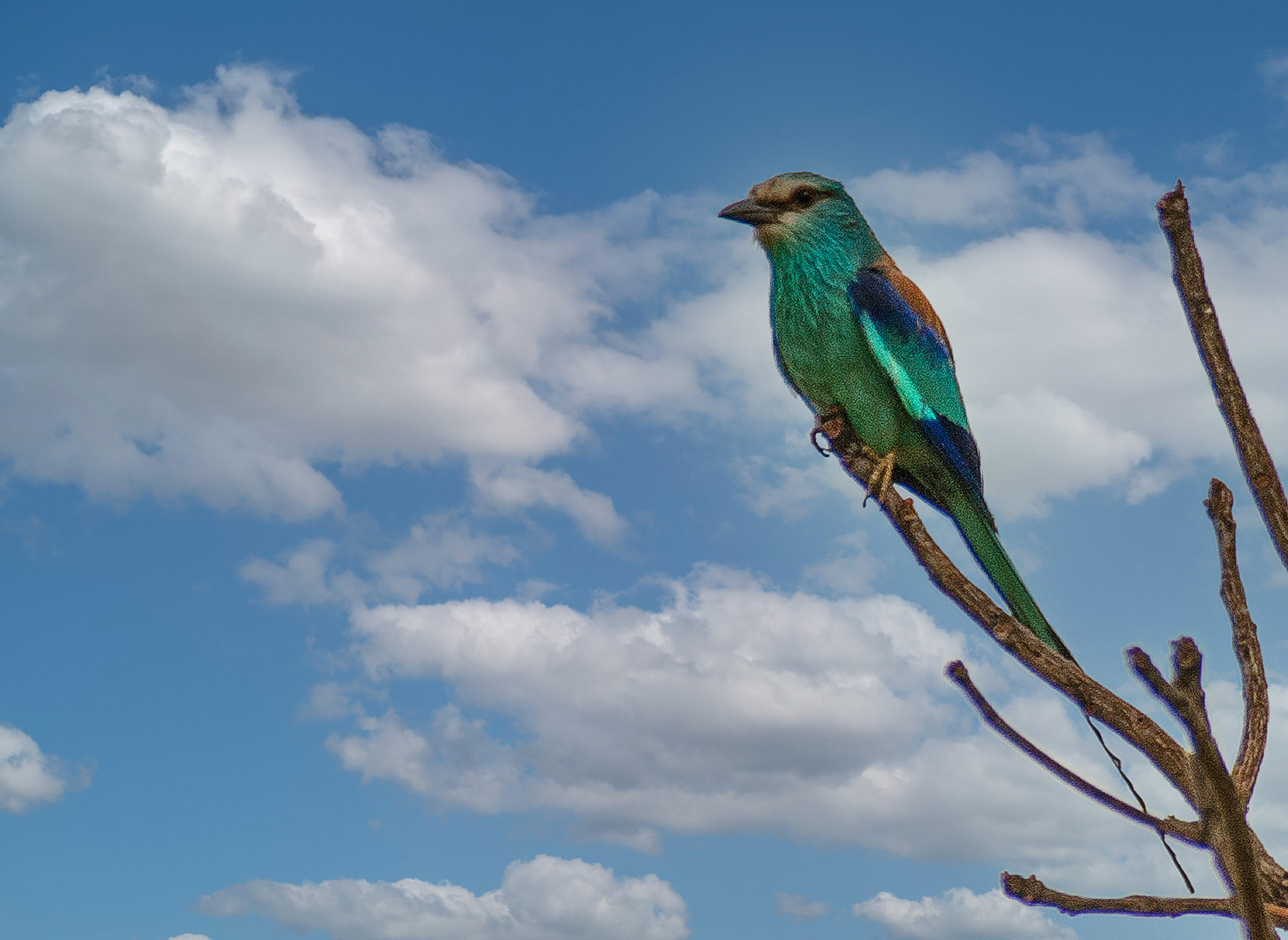
Sahelscharrelaar

## Toerisme
Na verbeteringen aan de wegen die naar het park leiden, steeg het aantal bezoekers van 14.600 in 2014 naar 17.800 in 2015. Afhankelijk van het jaar zijn ongeveer 20-40% van de bezoekers buitenlanders. Farouk Umaru Dubiure, de manager van het park, zegt: “Hoewel we veel bezoekers ontvingen, was de opbrengst erg laag omdat 70 procent van de bezoekers Ghanese studenten waren die weinig betalen om het park te bezoeken. Deze studenten bezoeken het park ook op dezelfde dag en keren terug, vergeleken met de buitenlanders die meer dagen spenderen om het park goed te bekijken.”
De nieuwe weg werd ook beschuldigd van het faciliteren van illegale rozenhoutkap met bestemming China.
Andere toeristische attracties in de buurt van de Mole zijn onder andere Nationaal park Bui, Paga Crocodile Pond, de moskee van Larabanga en de kathedrale basiliek van Onze-Lieve-Vrouw van Zeven Smarten.

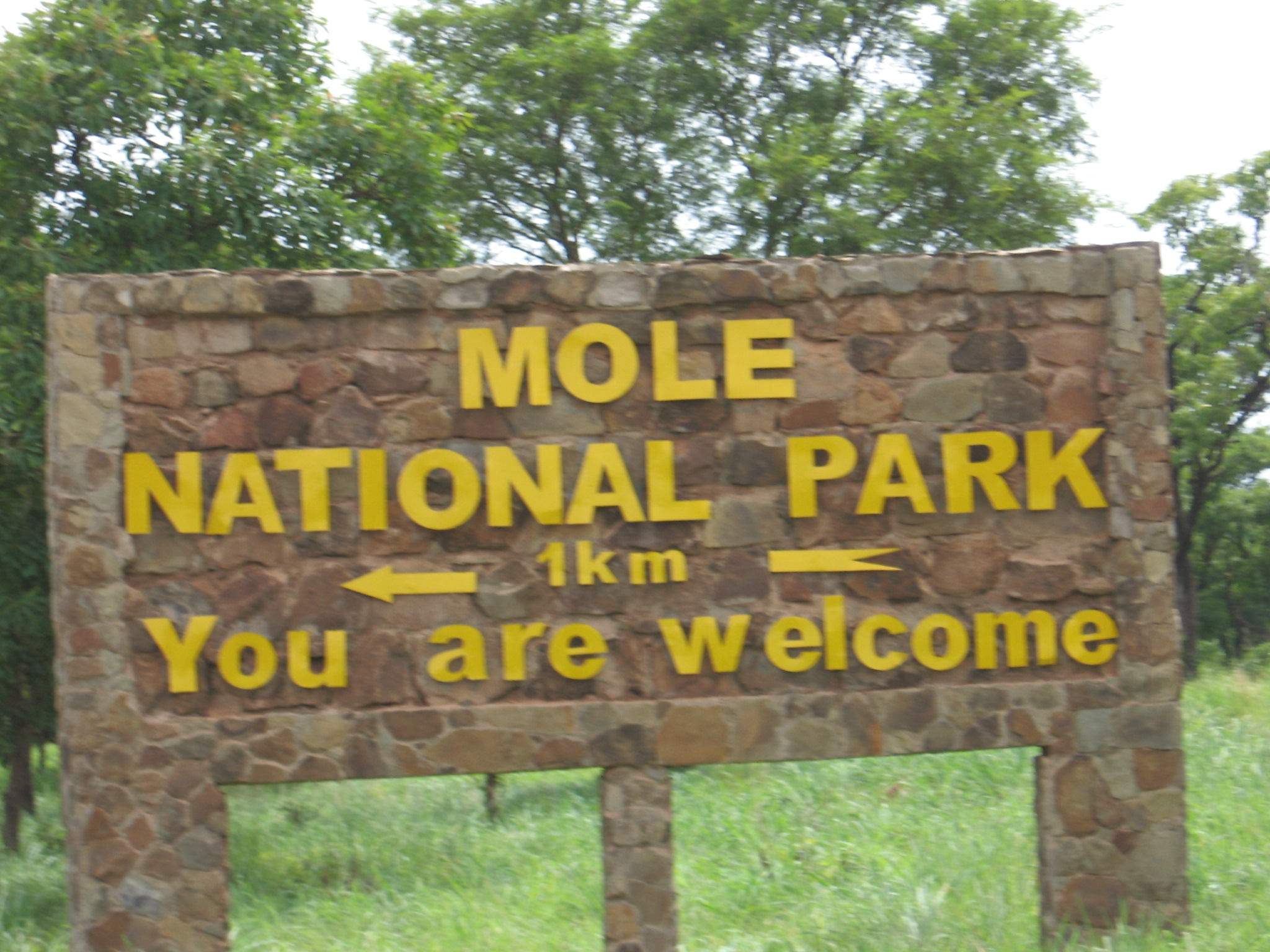
Bord bij de ingang van het park.
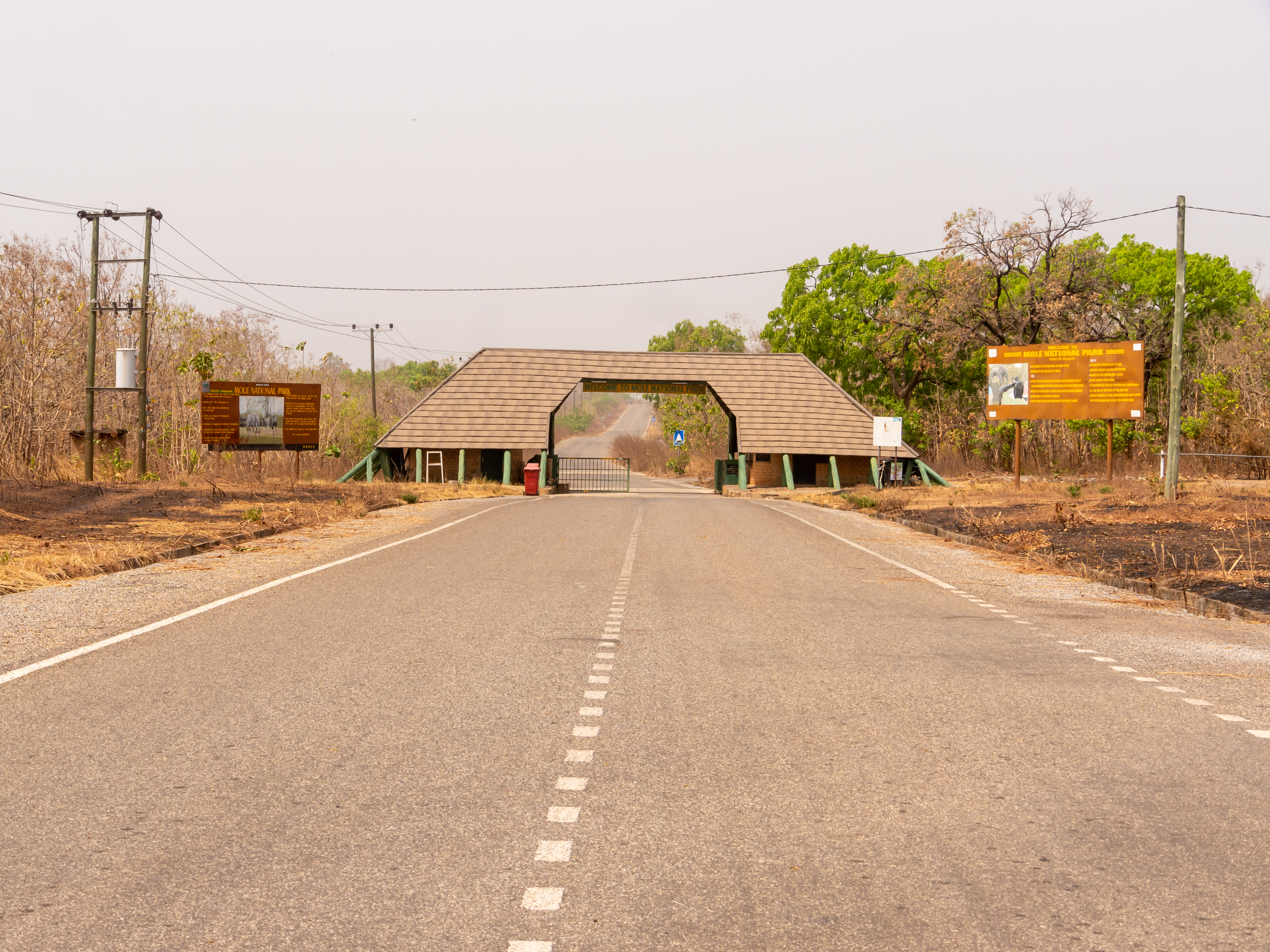
Entree tot het park
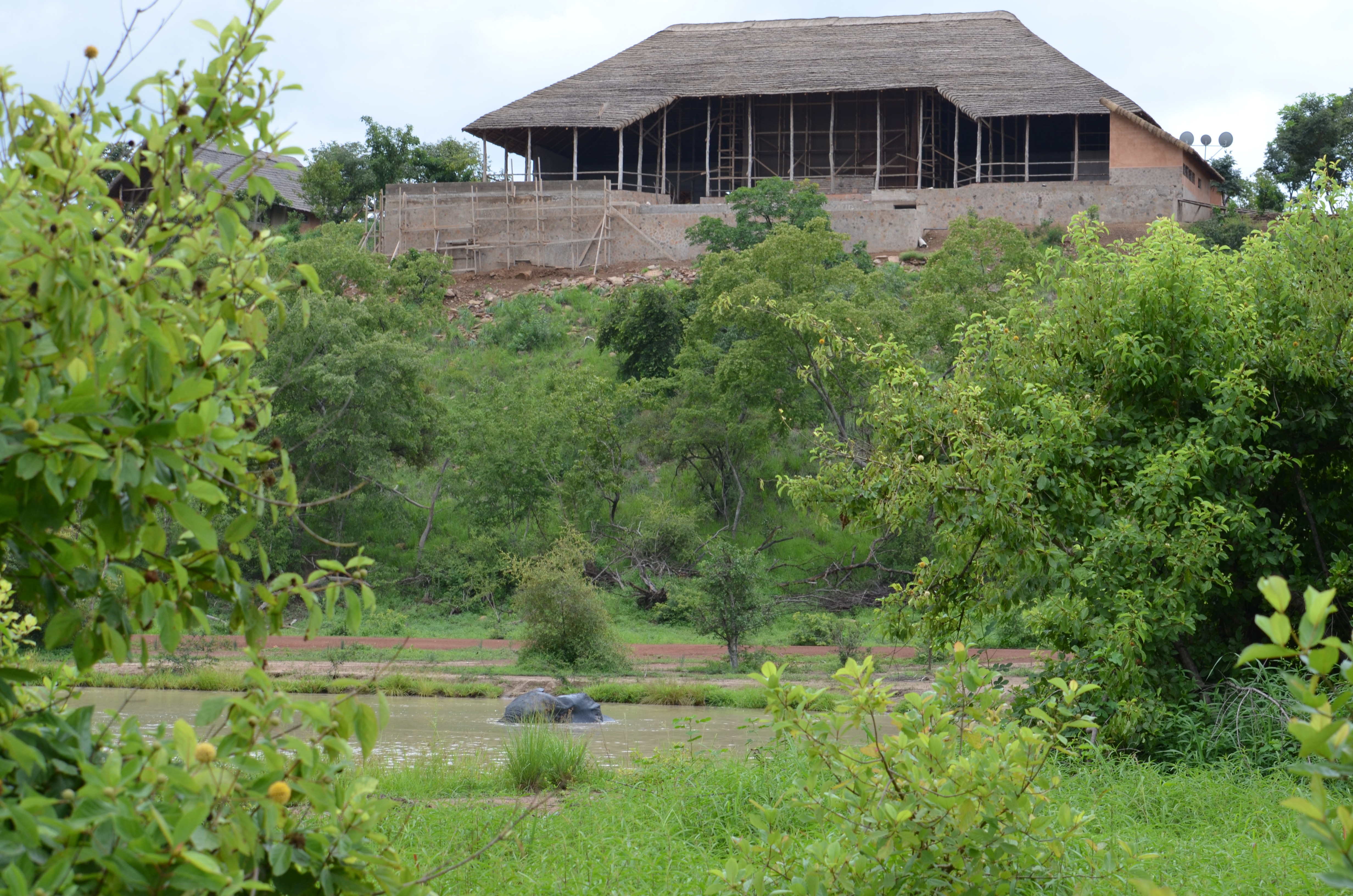
Een lodge in het nationaal park Mole.